# Кула (Растеш)
Кула (на македонска литературна норма: Кула) е крепост, съществувала през късната античност и средновековието, разположена край поречкото село Растеш, Северна Македония.

## Местоположение
Крепостта е била изградена на вулканичен куп със заравнен връх, разположен на 1 km северно от Растеш и на 1 km източно от Заграде, над устието на Требовска река в Църнешница. Разположена е на 140 m над терена и на 915 m надморска височина. Купът е със стръмни падини и е достъпен само от запад през дълбоко седло. Покрай него минава старият път от Поречието за Гостивар, който оттук се качва към прохода Волче на Сува гора.

## Антични остатъци
В късната античност на вулканичния куп е иззидана с хоросан стена, обграждаща триъгълно пространство от 0,3 ha. Кастелът очевидно е служел за рударска стража и за контрол на прохода Волче, през който е минавала границата между провинциите Македония и Превалитана. В VI век стената е цялостно обновена и в ъглите са изградени кули. В източния край на крепостта в скалата е изсечена цистерна за дъждовна вода. От този период са открити керамика, малки предмети от ковано желязо и железна сгур.

## Средновековни остатъци
От средновековния период има много парчета славянска керамика, както и късносредновековна огнищна керамика. В най-високата централна част на крепостта има зидове на късносредновековна сграда с форма на кръгъл венец с диаметър от 12 - 13 m, изградена без хоросан като голяма кула донжон. Крепостта запазва функциите си и през средновековието. Според легендите това е градът Растеш.